# Valle de Chenab
El Chenab Valley es un término polémico, de definición imprecisa, que a veces se utiliza para referirse a partes de la División de Jammu de Jammu y Cachemira, India. El término se utiliza para describir los distritos actuales de Doda, Kishtwar y Ramban, y en ocasiones Reasi y partes de Udhampur y Kathua. Los tres primeros distritos formaban parte de un único distrito llamado Doda, creado en 1948 a partir de las partes orientales del distrito de Udhampur del estado principesco de Jammu y Cachemira. Se considera que el término apunta a una ruptura comunal de la División de Jammu y a la reiteración del irredentismo musulmán cachemir.

## Nombre
El término se utiliza a veces para referirse a las regiones montañosas del noreste de la división de Jammu, incluidos los distritos de Doda, Ramban, Kishtwar y algunas partes de Reasi, Udhampur y Kathua.

## Historia
En el pasado, el área alrededor de Doda estuvo habitada en gran parte por población Sarazi antes de que la gente comenzara a establecerse aquí desde el valle de Cachemira y otras áreas adyacentes.Las razones de esta migración en los siglos XVII y XVIII son motivo de ambigüedad entre los historiadores. Sumantra Bose dice que la represión de la clase feudal en el valle de Cachemira atrajo a la gente a estas áreas. Los tres distritos consisten en áreas extraídas de los principados de Kishtwar y Bhadarwah, los cuales formaban parte del distrito de Udhampur en el estado principesco de Jammu y Cachemira. Además, Paddar solía formar parte del estado de Chamba en el pasado y luego se agregó al estado principesco. Los cachemires forman el grupo más grande en los tres distritos, mientras que los gujjars, dogras, paharis y bhaderwahis tienen una población importante. El valle de Chenab es rico en patrimonio cultural y valores éticos, pero también tiene antiguas tradiciones de secularismo y tolerancia.

## bibliografía
- Behera, Navnita Chadha (2006), Demystifying Kashmir, Brookings Institution Press, ISBN 978-0-8157-0860-5.
- Chowdhary, Rekha (2019), Jammu and Kashmir: 1990 and Beyond, Sage Publishing, ISBN 978-93-532-8231-8.
- Kumar, Vikas (2023), Numbers as Political Allies: The Census in Jammu and Kashmir, Cambridge University Press, ISBN 978-1-009-31721-4.